# Medina incisuralis
Medina incisuralis är en tvåvingeart som först beskrevs av Macquart 1851.  Medina incisuralis ingår i släktet Medina och familjen parasitflugor.
Artens utbredningsområde är Frankrike. Inga underarter finns listade i Catalogue of Life.